# Stazione di Via del Monte
Stazione di Via del Monte vasútállomás Olaszországban, Torre del Greco településen.

## Vasútvonalak
Az állomást az alábbi vasútvonalak érintik:
- Napoli-Pompei-Poggiomarino-vasútvonal

## Kapcsolódó állomások
A vasútállomáshoz az alábbi állomások vannak a legközelebb:
- Stazione di Via Sant'Antonio (Stazione di Napoli Porta Nolana, Napoli-Pompei-Poggiomarino-vasútvonal)
- Stazione di Via dei Monaci
- Stazione di Villa delle Ginestre (Stazione di Poggiomarino, Napoli-Pompei-Poggiomarino-vasútvonal)